# Viviane Blumenschein
Viviane Blumenschein (* 27. Oktober 1969 in Stelle, Niedersachsen) ist eine deutsche Filmregisseurin für Dokumentar- und Werbefilme und Fotografin.

## Leben
Blumenschein studierte Angewandte Kulturwissenschaften an der Leuphana Universität Lüneburg. Parallel zum Studium arbeitete sie in der Filmproduktion als Fahrerin, Runnerin und Regieassistentin. Ein Auslandsstudium im Fach Geschichte führte sie an das King’s College London. Dort entstanden erste Super-8-Filme und Videodokumentationen. Daneben absolvierte sie ein dreimonatiges Praktikum bei BBC World Service. Seit 2004 realisiert sie eigene Dokumentarfilme, Imagefilme und Werbung. Blumenschein lebt und arbeitet in Berlin und Kapstadt.
Ihr mit Elena Bromund produzierter Dokumentarfilm Dance for all wurde bei den Internationalen Hofer Filmtagen 2007 mit dem Eastman-Förderpreis für Nachwuchstalente ausgezeichnet.
Im Roadmovie Mittsommernachtstango bringt sie zu Aki Kaurismäkis These, der Tango stamme aus Finnland, drei argentinische Tangoexperten Pablo Greco, Chino Laborde und Diego Kvitko mit Reijo Taipale, Sanna Pietiäinen und M. A. Numminen zusammen.
Seit 2018 ist Blumenschein Mitglied der Deutschen Filmakademie. Sie gründete 2022 den Regieverband DRCT mit Sitz in Hamburg mit, der sich für Interessen von Regisseuren in der Werbebranche einsetzt.

## Filmografie
- 2005: Skateboardmoms
- 2005: Mütter ohne Grenzen
- 2007: Dance For All
- 2008: Going Against Fate
- 2012: Calle del Arte
- 2013: Mittsommernachtstango
- 2016: Dance Trip